# Piolenc
Piolenc is een gemeente in het Franse departement Vaucluse (regio Provence-Alpes-Côte d'Azur) en telt 4445 inwoners (2005). De plaats maakt sinds 1 januari 2017 deel uit van het arrondissement Carpentras.

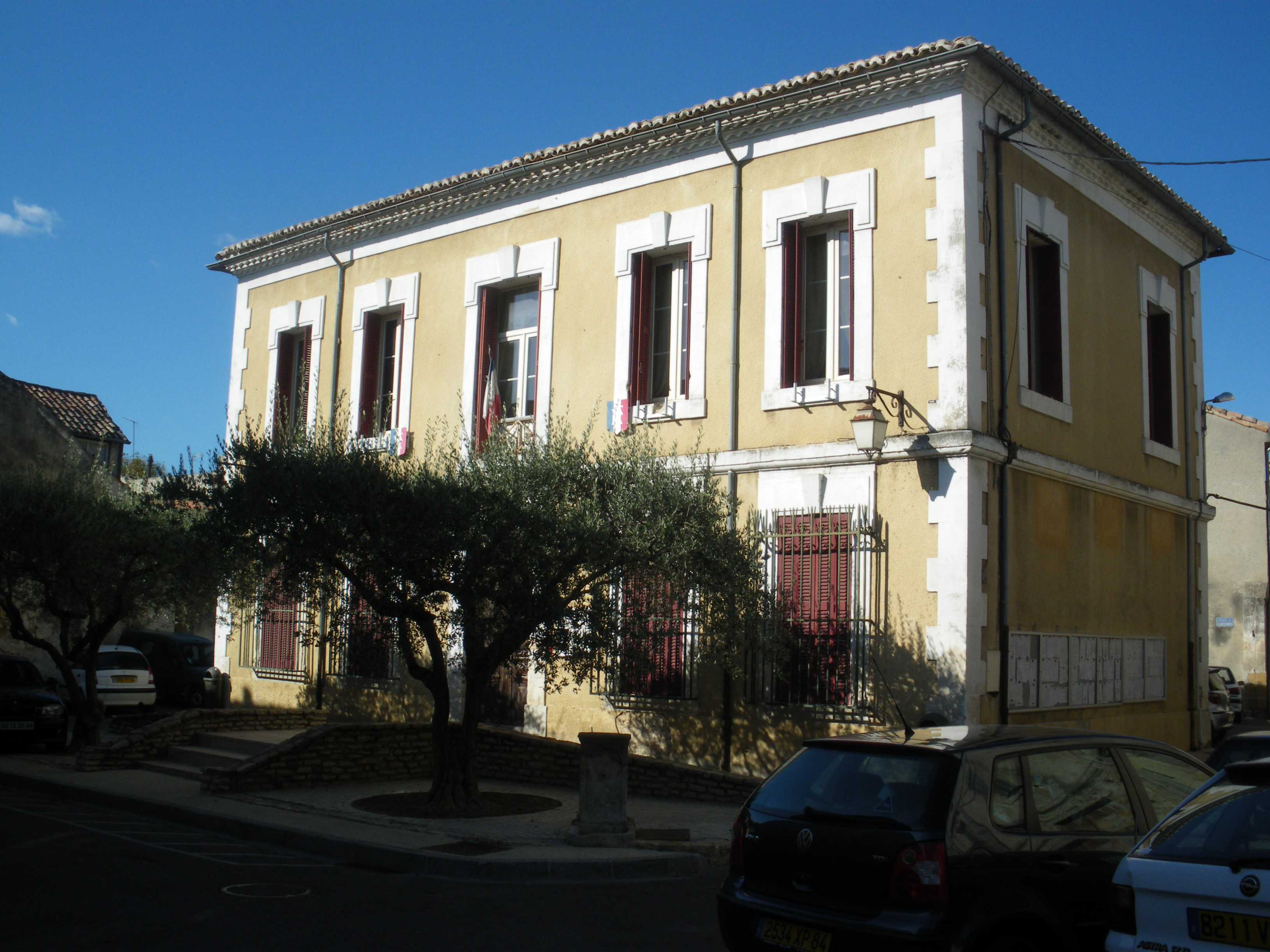
Gemeentehuis
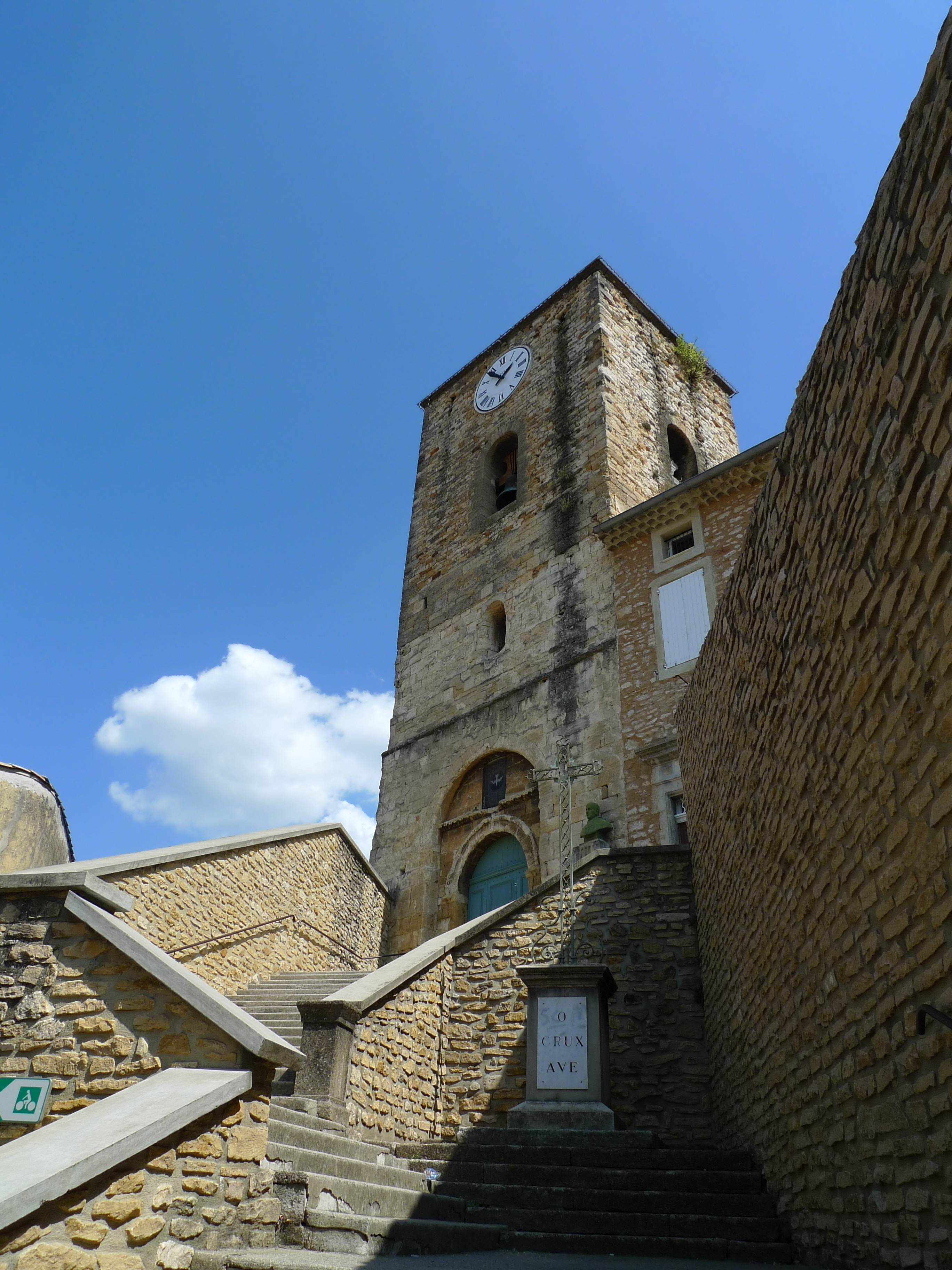
Kerk

## Geografie
De oppervlakte van Piolenc bedraagt 24,9 km², de bevolkingsdichtheid is 178,5 inwoners per km². De plaats ligt ongeveer 6 km ten noorden van Orange.
De onderstaande kaart toont de ligging van Piolenc met de belangrijkste infrastructuur en aangrenzende gemeenten.

## Demografie
Onderstaande figuur toont het verloop van het inwonertal (bron: INSEE-tellingen).

## Geboren in Piolenc
- Jean-Louis Trintignant (1930-2022), Frans acteur en cineast